# Хол-Печова једначина
Хол-Печова једначина (енгл. Hall-Petch relationship) или Хол-Печов закон (енгл. Hall-Petch Law) је једначина (закон) која се користи у металургији за описивање везе између величине кристалног зрна и границе течења материјала. Математички облик једначине је следећи:
{\displaystyle \sigma _{y}=\sigma _{0}+{k_{y} \over {\sqrt {d}}}}
где је ky параметар материјала (константа материјала), σo напрезање потребно за покретање дислокација, d дијаметар кристалног зрна, и σy затезна чврстоћа.
Из једначине се може закључити да се смањењем [Кристално зрно[кристалног зрна]] може повећати затезна чврстоћа материјала, и обрнуто.